# Naut Aran
Naut Aran (španělsky Alto Arán) je španělská obec v Údolí Arán, v západní části autonomní oblasti Katalánsko. Žije zde přibližně 1 900 obyvatel.
Obec Naut Aran existuje od roku 1968, kdy se spojilo 5 obcí Salardú, Arties, Gessa, Tredòs a Bagergue.